# Sheffers streck

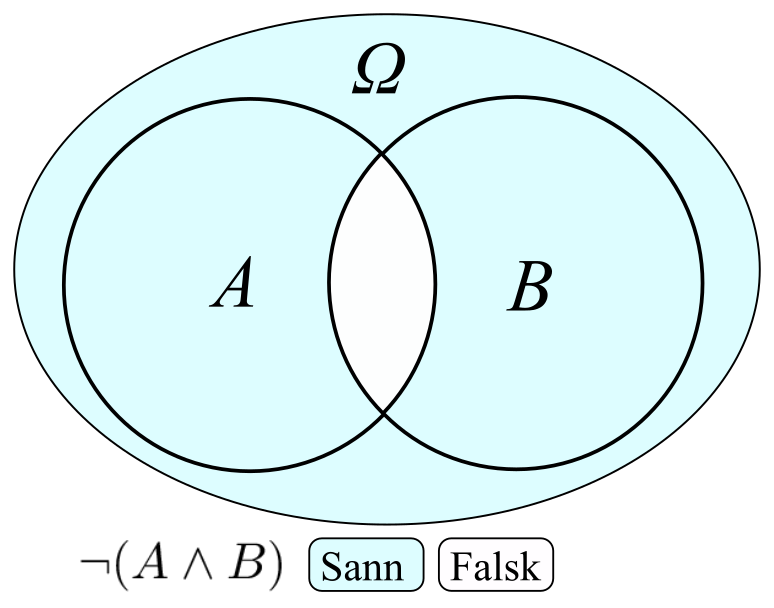
Venndiagram för Sheffers streck.

Sheffers streck är ett logiskt konnektiv, som symboliseras med tecknet | eller alternativt ↑. Med detta dyadiska konnektiv kan man i satslogiken skriva alla de sanningsfunktioner, som i Principia Mathematica kan uttryckas med {\displaystyle \neg } och {\displaystyle \lor }, det vill säga alla konstruerbara sådana. Tecknet är benämnt efter den engelske logikern Henry M. Sheffer.
Med satslogikens beteckningar definieras A | B som  {\displaystyle \neg (A\land B)} och i digitaltekniken motsvaras funktionen av en NAND-grind.

## Satslogiska symboler och venndiagram
{\displaystyle P\uparrow Q}
    {\displaystyle \Leftrightarrow }    
{\displaystyle \neg (P\land Q)}

    {\displaystyle \Leftrightarrow }    
{\displaystyle \neg } 